# 8373 Stephengould
8373 Stephengould è un asteroide della fascia principale. Scoperto nel 1992, presenta un'orbita caratterizzata da un semiasse maggiore pari a 3,2818806 UA e da un'eccentricità di 0,5535602, inclinata di 40,77147° rispetto all'eclittica.
L'asteroide è dedicato al biologo statunitense Stephen Jay Gould.